# Gmunden
Gmunden je okresní město ležící na severním břehu Travenského jezera (německy Traunsee) v rakouské Solné komoře (německy Salzkammergut). Je sídelním městem okresní vlády stejnojmenného okresu, okresního hejtmanství a okresního soudu. Žije zde přibližně 13 tisíc obyvatel.
Město je známé svou keramikou s charakteristickým bílozeleně plamencovaným dekorem. Za c. a k. monarchie bylo město Gmunden známé jako renomované letní sídlo, o čemž dodnes svědčí množství vil. Město se také veřejně připomnělo v 90. letech 20. století v rakouském televizním seriálu Schlosshotel Orth.

## Dějiny
Podle archeologických nálezů bylo místo osídleno Germány již od 5. století. Ve vrcholném středověku se Gmunden stal významnou tržní osadou při obchodu se solí. Roku 1278 byl povýšen na město. Během německé selské války po roce 1525 město v bojích značně utrpělo a ve třicetileté válce se stalo základnou jednotky mušketýrů. Do města byla v roce 1842 kvůli přepravě soli prodloužena koněspřežná železnice České Budějovice – Linec. V 19. století získalo novou slávu dvorského letoviska monarchie, vedle konkurenčního Bad Ischlu. Vily si zde stavěli hlavně rakouští průmyslníci.

## Pamětihodnosti
- zámek Orth – středověký zámek, který je na ostrově Travenského jezera, adaptoval jej velkovévoda Jan Salvátor Toskánský pro sebe, svou manželku a svou matku, velkovévodkyni Marii Antonii Sicilskou, která zde roku 1898 zemřela.
- farní kostel, z 1. poloviny 14. století
- radnice (16.-18. století)
- Villa Lanna – postavil si ji jihočeský podnikatel Vojtěch Lanna mladší (1836-1909)[4]

## Rodáci
- Franz Grasberger (1915-1981), muzikolog
- Conchita Wurst (Thomas Neuwirth, * 1988), drag queen zpěvák
- Szörényi Levente (* 1945), zpěvák

## Partnerská města
- Faenza, Itálie
- Tornesch, Šlesvicko-Holštýnsko, Německo

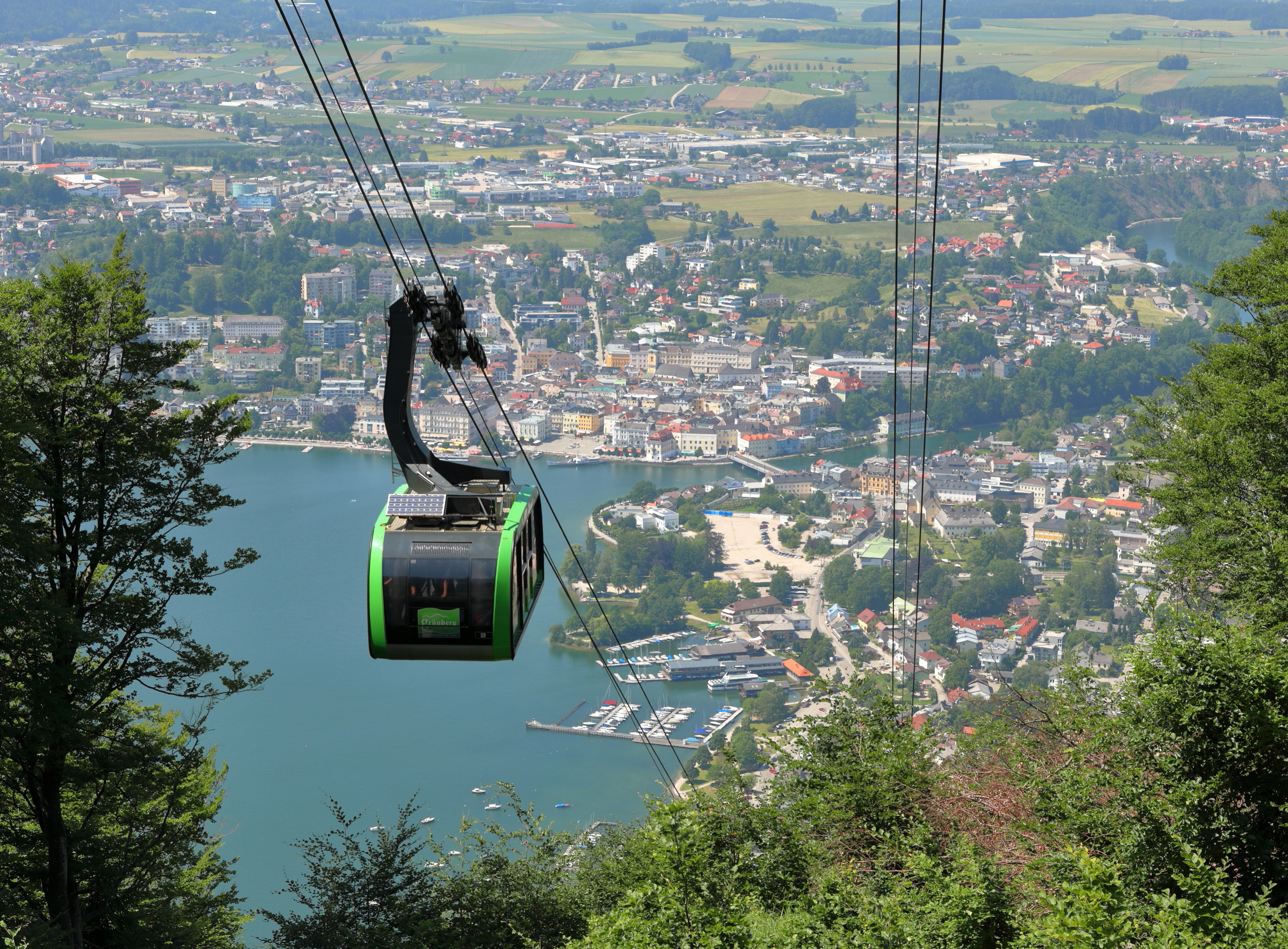
Pohled na Gmunden a na lanovku na Grünberg
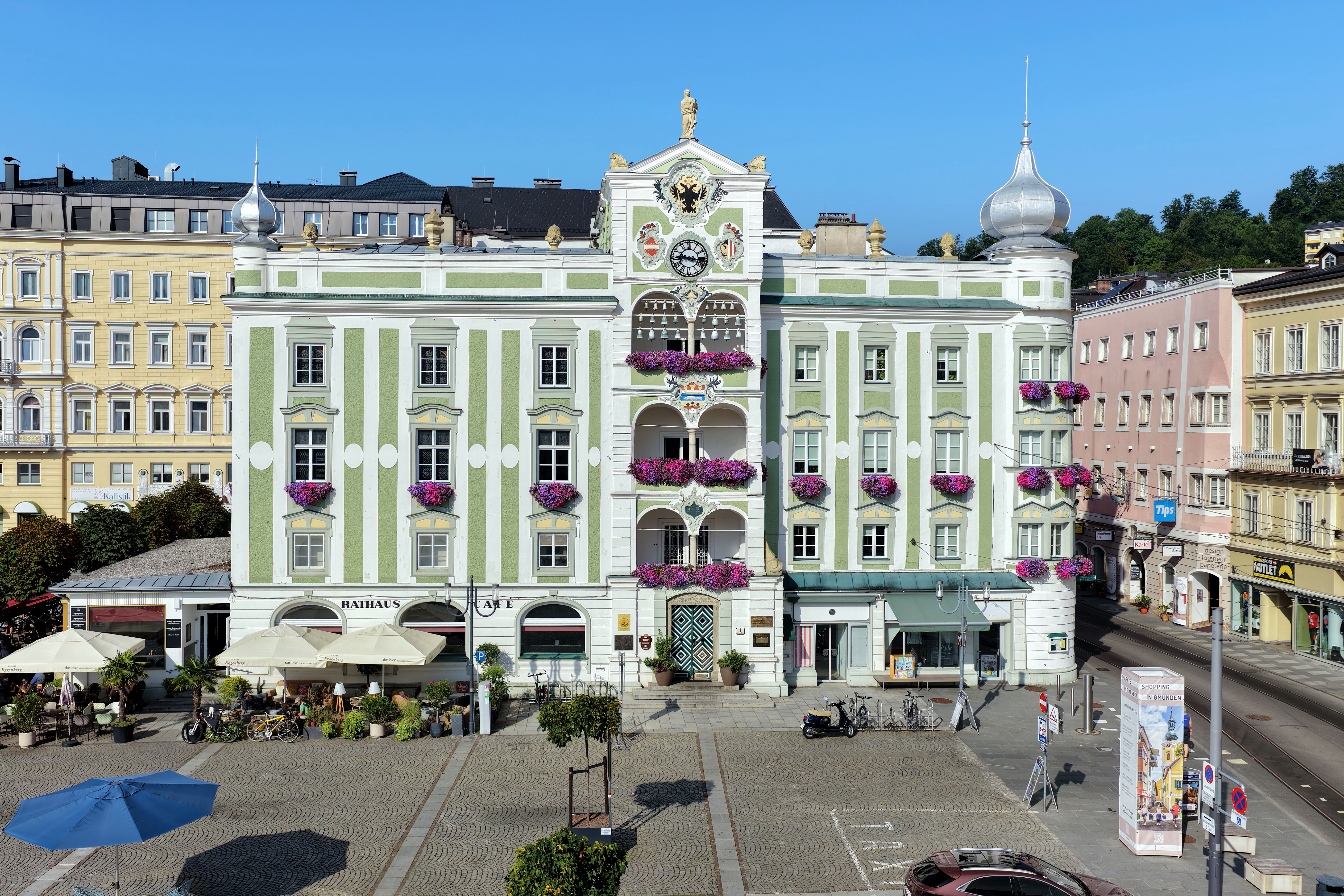
Radnice v Gmundenu
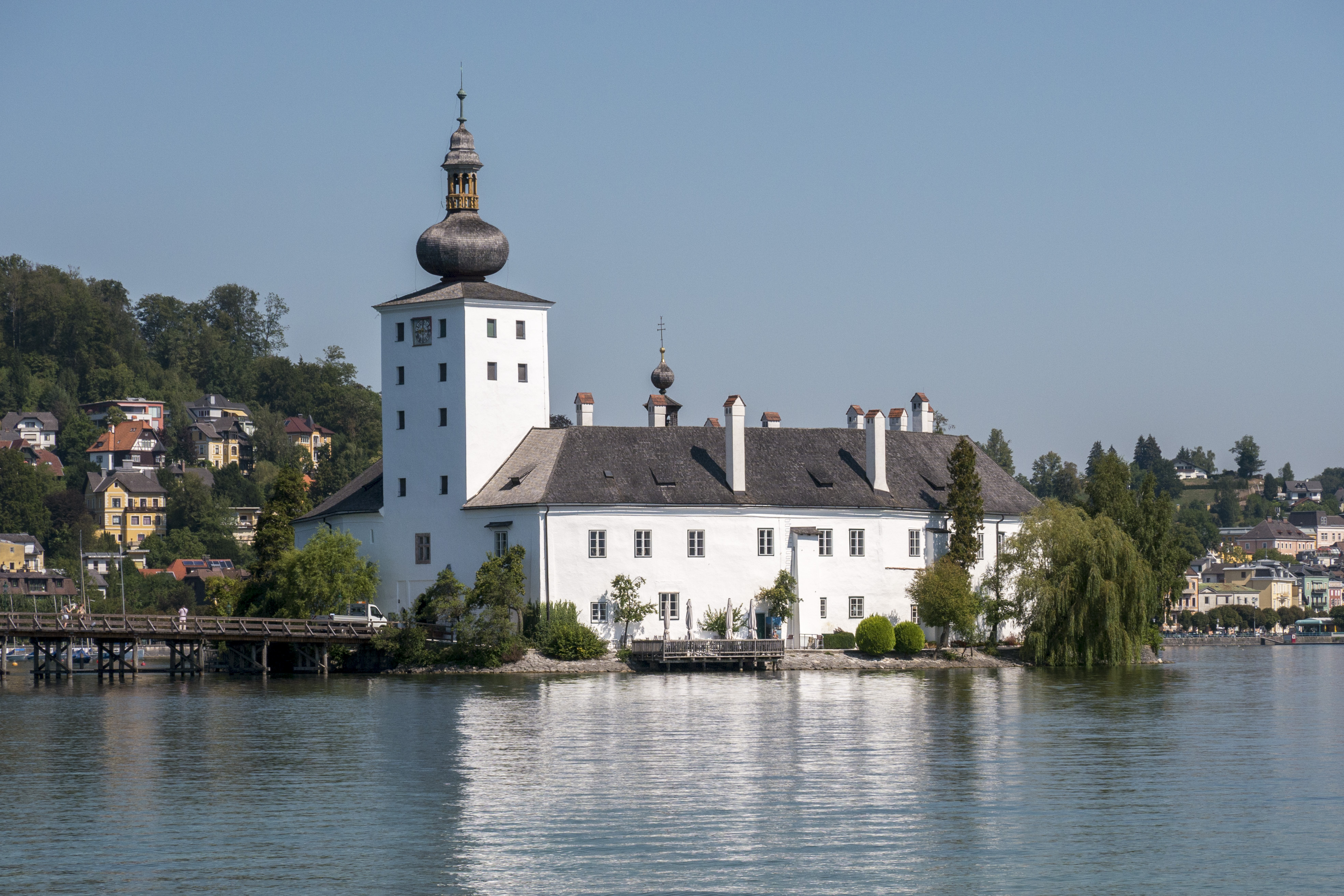
Zámek Orth